# پوسته (جانورشناسی)

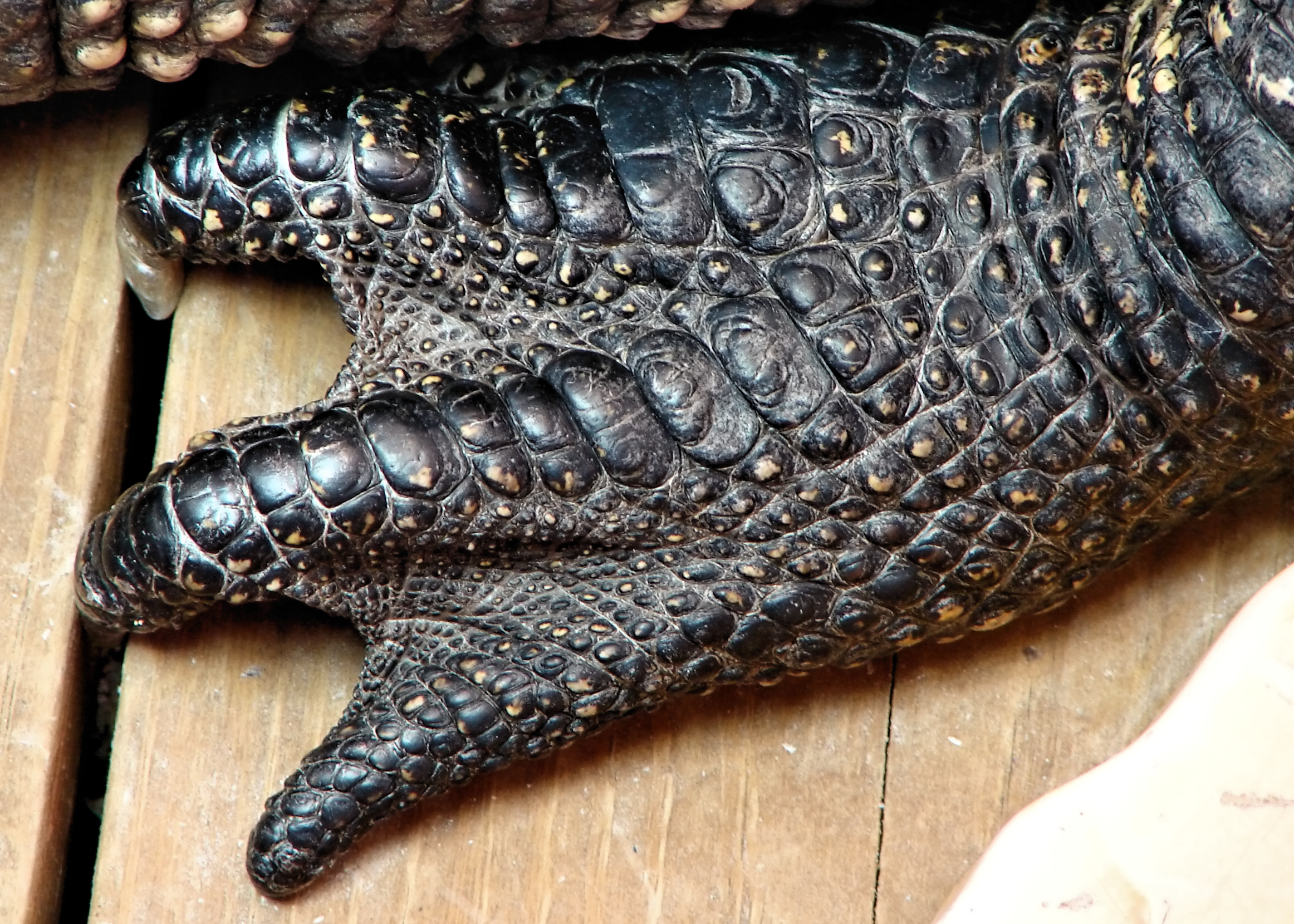
پوسته روی پای تمساح

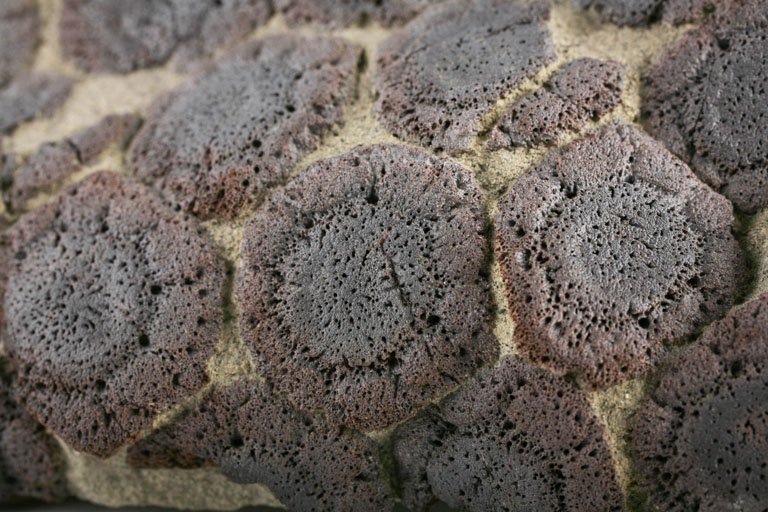
این نگاره جزییات از پوسته یک شیاردندان را نشان می‌دهد. از مجموعه موزه کودکان ایندیاناپولیس.

پوسته، پوست شاخی یا سپرچه (به انگلیسی: Scute, Scutum) (واژه لاتین: scutum؛ جمع: scuta به معنی "سپر") یک صفحه یا پولک بیرونی استخوانی است که با جنس شاخی پوشانده شده است، مانند روی پوسته لاک‌پشت، پوست کروکودیل‌ها و پای پرندگان. این اصطلاح همچنین برای توصیف بخش جلویی مزونوتوم در حشرات و همچنین برخی از عنکبوتیان (به عنوان مثال، خانواده کنه‌های سفت، کنه‌های پولک‌دار) به کار می‌رود.
این اصطلاح همچنین برای توصیف زره سنگین آرمادیلو و شیاردندان منقرض‌شده به کار می‌رود و گاهی به عنوان جایگزینی برای پولک‌های در توصیف مارها یا ماهیان ویژه مانند ماهیان خاویاری، سپر، شاه ماهی و کودماهی استفاده می‌شود.

## پستانداران
تصور می‌شود که اجداد پستانداران پیشاتاریخ، هم‌کمانان، دارای پوسته‌هایی هستند که بعداً کاهش یافته و با مو جایگزین شده‌اند. بدون در نظر گرفتن سطح چسبندگی ناخن‌ها، پوسته‌های زره‌دار یا پولک‌ها تقریباً هرگز در پستانداران نوین دیده نمی‌شوند. پولک‌های شاخی پانگولین‌ها به ندرت پوسته نامیده می‌شوند، اما از "scute" برای توصیف زره سنگین آرمادیلو استفاده می‌شود.

## لاک‌پشت‌ها
پوسته لاک‌پشت توسط پوسته‌های پوشیده شده است که بیشتر از کراتین تشکیل شده است. آنها مشابه شاخ، نوک یا ناخن در گونه‌های دیگر ساخته می‌شوند.

## ماهی‌ها

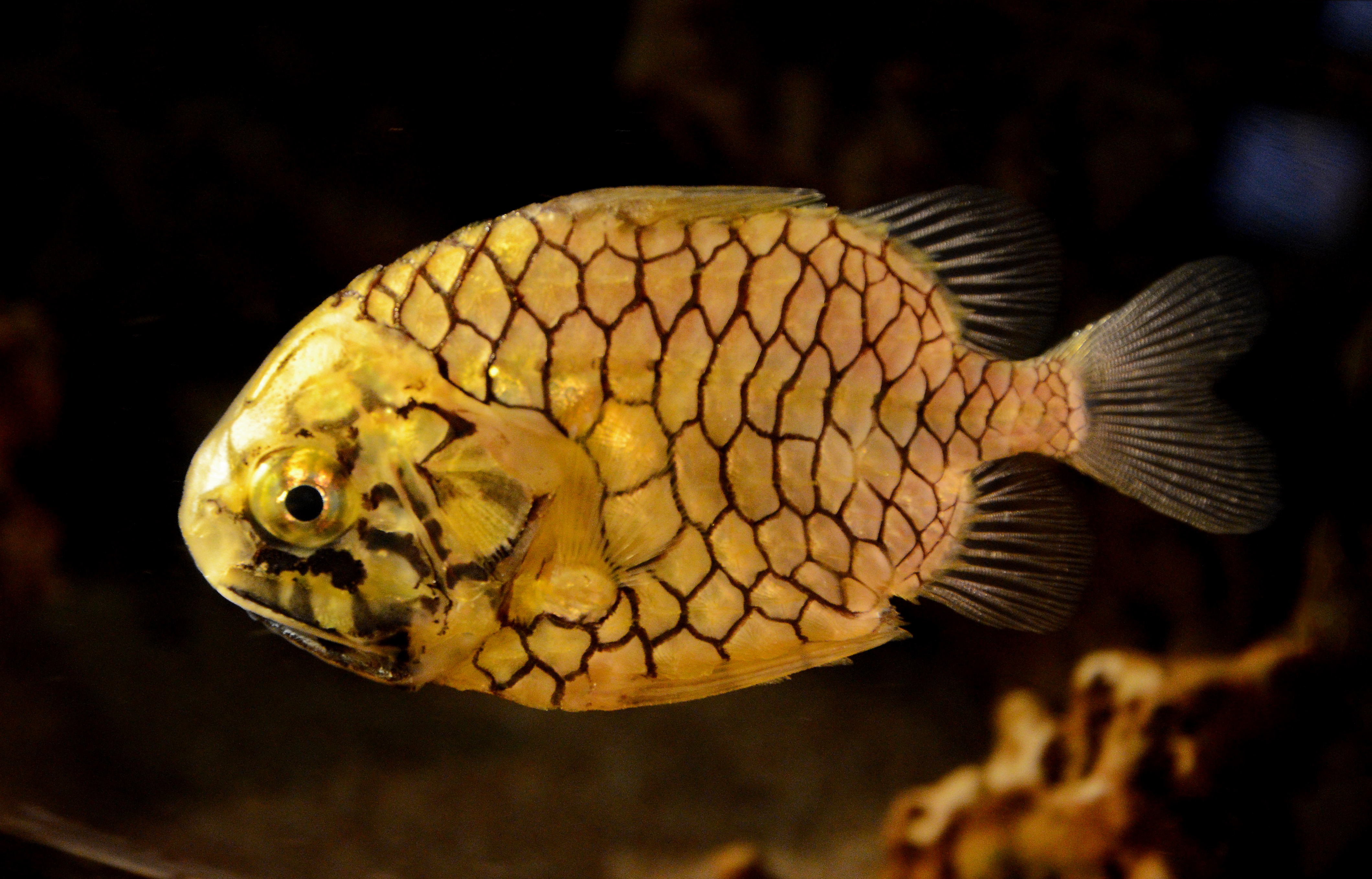
کاج‌ماهی

برخی از ماهیان، مانند کاج‌ماهی، به‌طور کامل یا تا اندازه‌ای پوشیده از پوسته هستند. شاه‌ماهی و راشگوماهیان رودخانه‌ای دارای یک ردیف شکم هستند که پولک‌هایی با نوک‌های برآمده و تیز هستند که برای محافظت استفاده می‌شوند. برخی از گیش‌ماهیان دارای یک ردیف پوسته هستند که خط جانبی را در دو طرف دنبال می‌کنند. ماهیان خاویاری به جای پولک پنج ردیف پوست شاخی دارند.

## پرندگان
استخوان مچی‌کفی و انگشتان پای اکثر پرندگان از دو نوع پولک پوشیده شده است. پوسته‌های بزرگ در امتداد سمت پشتی استخوان مچی‌کفی و انگشتان پا قرار دارند، در حالی که پوسته‌های کوچک‌تر در امتداد طرفین قرار دارند. هر دو ساختار تشابه هیستوشیمیایی با پولک‌های خزندگان دارند، با این حال کار بر روی رشد تکاملی آنها نشان داده است که پولک‌های پای پرنده به‌طور ثانویه از طریق سرکوب برنامه ژنتیکی ساخت پر تکامل یافته‌اند. رفع انسداد برنامه سرکوب پر سبب رشد پرها به جای پولک‌ها در امتداد استخوان مچی‌کفی و انگشتان پا می‌شود. نشان داده شده است که گونه‌های دایناسور بسیار نزدیک به خاستگاه پرندگان دارای «بال‌های عقبی» ساخته‌شده از پرهایی هستند که از این مناطق رشد می‌کردند، که نشان می‌دهد به دست آوردن پر در دایناسورها یک رویداد در سراسر بدن بوده است. کف پاهای پرندگان در ساختارهای پولک‌مانند کوچکی پوشیده شده است که به عنوان رتیکول شناخته می‌شوند. مطالعات تکاملی روی این ساختارهای پولک‌مانند نشان داده است که آنها کاملاً از آلفاکراتین تشکیل شده‌اند (پولک‌های اپیدرمی واقعی از ترکیبی از کراتین آلفا و بتا تشکیل شده‌اند). این داده‌ها باعث شده است که برخی از پژوهشگران پیشنهاد کنند که رتیکول‌ها در واقع پرهای بسیار کوتاه هستند.

## حشرات و دیگر بندپایان
اصطلاح «پوسته» همچنین در کالبدشناسی حشرات به‌عنوان نام جایگزین برای بخش جلویی مزونوتوم (و از نظر فنی، متانوتوم استفاده می‌شود (اگرچه به ندرت در آن زمینه استفاده می‌شود).

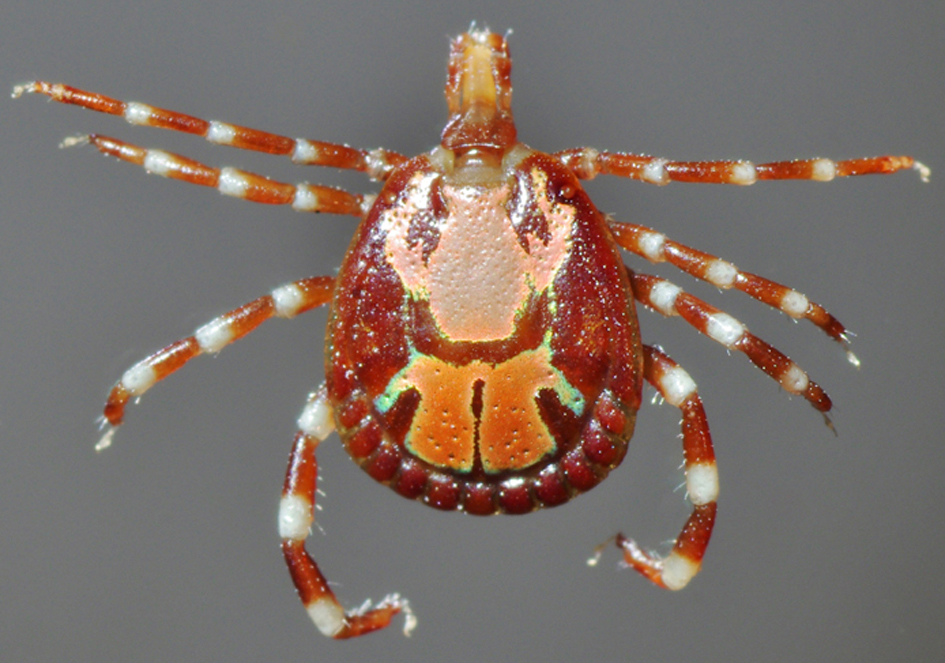
در یک نر نمادین از کنه، یک پوسته کامل conscutum سراسر پشتش را می‌پوشاند.